# تپه سیاه‌گوشی
تپه سیاه گوشی مربوط به عصر مس - هزاره ۴ قبل از میلاد - عصر آهن است و در شهرستان خرم آّباد، بخش زاغه، دهستان قائد رحمت، روستای سیاه گوشی واقع شده و این اثر در تاریخ ۲۸ اسفند ۱۳۸۵ با شمارهٔ ثبت ۱۸۶۲۹ به‌عنوان یکی از آثار ملی ایران به ثبت رسیده است.